# Idala
Idala est une localité de Suède dans la commune de Lund au sud-est de la ville de Lund en Scanie. En 2010, 738 personnes y vivent. Idala est une commune essentiellement résidentielle, avec beaucoup de résidences secondaires.